# Michael Foreman
Michael J. Foreman, född 29 mars 1957 i Columbus, Ohio, är en amerikansk astronaut som började sin astronautbildning (blev uttagen i astronauttrupp) i astronautgrupp 17 den 4 juni 1998.

## Familjeliv
Bor med sin fru och har tre barn.

## Rymdfärder
- Endeavour - STS-123
- Atlantis - STS-129